# Tmarus infrasigillatus
Tmarus infrasigillatus är en spindelart som beskrevs av Cândido Firmino de Mello-Leitão 1947. 
Tmarus infrasigillatus ingår i släktet Tmarus och familjen krabbspindlar. Inga underarter finns listade i Catalogue of Life.